# 霍羅斯泰茨
49°36′35″N 25°7′27″E / 49.60972°N 25.12417°E
霍羅斯泰茨（羅馬化：Khorostets）是烏克蘭的村落，位於該國西部捷爾諾波爾州，由捷尔诺波尔区負責管轄，始建於1445年，面積0.11平方公里，2001年人口267，人口密度每平方公里2,518.9人。